# 呂康惟
呂康惟（英語：Kang Lu）華語流行音樂女性音樂製作人、詞曲創作人。

曾任第30屆、第31屆、第35屆金曲獎流行音樂類演唱組評審。
108年流行音樂製作發行補助案-企製升級類評審。
112年流行音樂製作發行補助案-錄製升級類評審。
114年流行音樂行銷推廣補助案評審。

## 詞曲發表：
2006年 S.H.E-我們怎麼了(詞曲)

2007年 潘裕文-捕夢人(詞)

2010年 田馥甄-我想我不會愛你（页面存档备份，存于）(詞曲)

2011年 紀文惠-戀人的名字(詞曲)

2012年 郭采潔-都是你(曲)

2013年 黃鴻升-不預料(曲)

2013年 楊丞琳-魚鰓 （页面存档备份，存于）(曲)

2014年 安心亞-在一起（页面存档备份，存于）(曲)

2015年 李翊君-不遮掩(詞曲)

2017年 李翊君-隱形的傷口(詞曲)

2017年 孫燕姿-我很愉快（页面存档备份，存于）(詞曲)

2019年 魏如萱-恐慌症(詞曲)

2019年 楊丞琳-不可惜(詞曲)

## 音樂製作：
2011年 紀文惠-戀人的名字-單曲製作人

2011年 紀文惠-怎麼啦-單曲製作人

2011年 紀文惠-觀  眾-單曲製作人

2011年 紀文惠-前女友-單曲製作人

2011年 蕭亞軒-餘溫-單曲製作人

2013年 楊丞琳-魚鰓-單曲製作人

2013年 安心亞-沒有你的明天 （页面存档备份，存于）-單曲製作人

2013年 安心亞-愛得好寂寞-單曲製作人

2014年 安心亞-哈  囉（页面存档备份，存于）-單曲製作人
 
2014年 安心亞-在一起-單曲製作人

2014年 安心亞-你所不知道的我-單曲製作人

2014年 安心亞-姐妹最大-單曲製作人

2014年 周韋彤-一個人的微笑-單曲製作人

2014年 于  湉-白日夢-單曲製作人

2014年 于  湉-只怕糊塗-單曲製作人 

2014年 楊丞琳-其實我們值得幸福 （页面存档备份，存于）-單曲製作人 

2014年 楊丞琳-掛失的青春-單曲製作人

2016年 安心亞-放大鏡-單曲製作人

2016年 安心亞-Kiss me-單曲製作人

2017年 鬼鬼吳映潔-Knock Knock Knock （页面存档备份，存于）-單曲製作人

2019年 鬼鬼吳映潔-啦咪啦咪（页面存档备份，存于）-單曲製作人

2019年 楊丞琳-不可惜-單曲製作人 

2019年 柏霖 PoLin-坦白變黑-單曲製作人

2019年 柏霖 PoLin-Farewell-單曲製作人

2019年 柏霖 PoLin-沈澱物-單曲製作人

2019年 柏霖 PoLin-1974-單曲製作人

2019年 柏霖 PoLin-海鷗-單曲製作人

2019年 柏霖 PoLin-Rainy Day-單曲製作人

2020年 鬼鬼吳映潔-GO-單曲製作人

2020年 鬼鬼吳映潔-你要不要先回家-單曲製作人

2020年 鬼鬼吳映潔-一個人跳舞-單曲製作人

2020年 鬼鬼吳映潔-Gugoo Game (feat. PIKO太郎)-單曲製作人 

2020年 安心亞-愛巡演-單曲製作人

2021年 鬼鬼吳映潔-Jerk-單曲製作人

2022年 安心亞高雄跨年-音樂總監

2023年 安心亞新竹跨年公益演唱會-音樂總監、編曲人

2024年 安心亞-Maybe We Can-單曲製作人

2024年 安心亞大新竹跨年演唱會-音樂總監、編曲人

## 專輯&音樂統籌：
2010年 蕭亞軒-《蕭灑小姐》專輯執行製作
 
2011年 蕭亞軒-《我愛我》專輯執行製作
 
2011年 紀文惠-《紀文惠同名專輯》專輯統籌
 
2011年 羅志祥-《獨一無二》專輯執行製作
 
2012年 羅志祥-《有我在》專輯執行製作
 
2013年 金池-《我就在你面前》專輯統籌

2013年 楊丞琳-《天使之翼》專輯執行製作
 
2013年 安心亞-《單身極品》專輯統籌

2013年 羅志祥-《獅子吼》專輯執行製作
 
2014年 吳思賢-《最好的...?》專輯統籌

2014年 蕭亞軒-《不解釋親吻》專輯執行製作
 
2014年 楊丞琳-《雙丞戲》專輯執行製作
 
2014年 安心亞-《在一起》專輯統籌

2015年 羅志祥-《真人秀？》專輯執行製作
 
2016年 安心亞-《人生要漂亮》專輯統籌

2016年 愷樂-首張同名國語EP專輯《久等了》專輯統籌

2017年 愷樂-第二張迷你專輯《黑蝴蝶》專輯統籌

2017年 鬼鬼吳映潔-《Knock Knock Knock》音樂統籌

2017年 楊丞琳-《青春住了誰＆一千零一個願望》音樂統籌

2018年 C.T.O-首張迷你專輯《C.T.O》專輯統籌

2018年 愷樂-第三張EP專輯《泡泡糖》專輯統籌

2018年 羅志祥-單曲《NO JOKE》音樂統籌

2019年 安心亞-單曲《Chillaxing輕樂心》音樂統籌

2019年 羅志祥-《NO IDEA》專輯統籌

2019年 C.T.O 《START IT》專輯統籌

2019年 柏霖PoLin 《漩窩裡的無限 figure 8》專輯統籌

2020年 鬼鬼吳映潔-《GX》專輯統籌

2020年 安心亞-《愛得起》專輯統籌